# Mera monster, Alfons!
Mera monster, Alfons! är en barnbok skriven av Gunilla Bergström. Den ingår i serien av böcker som handlar om Alfons Åberg, och utgavs första gången 1992.
Berättelsen lästes upp i SR P4 den 5 augusti 2004.

## Handling
Alfons ska sitta barnvakt åt en liten pojke som kallas Småtting. Han har planerat att han ska ge Småtting kvällsmat, sjunga för honom och läsa en saga för honom. Och givetvis ha honom i knäet vilket han gärna vill och han har bestämt sig för att vara snäll. För då får han en bakelse och pengar som tack.
Men det går inte som Alfons har tänkt sig. Småtting kan ta fika själv och klä på sig och sjunga själv. Men det där med sagor får Alfons stå för. Alfons blir förvånad över att Småtting inte vill sitta i hans knä, men han bestämmer sig för att inte tjata eftersom han tycker att barnvakter ska vara snälla.
Småtting vill helst höra sagor om monster och inte om kycklingar. Alfons blir tveksam men han vill helst inte tjata om att Småtting kan sitta bredvid honom.
Han lyckas berätta en saga om ett otäckt monster och efter ett tag stannar han upp då Småtting far upp i soffan. Men det är ingen fara och sedan är det läggdags. Alfons stoppar om lille Småtting samtidigt som han berättar att monstret inte kan göra någon illa längre eftersom han sover.
Sedan sitter Alfons och tänker att det gick bättre än han trodde. Då ropar Småtting på honom och vill höra en saga om en liten kyckling. Sedan sitter han i Alfons knä och Alfons får vara den barnvakt han hoppats på.

### Fotnoter
1. ↑  ”Mera monster, Alfons!” (på engelska). Worldcat. 10 mars 2004. https://www.worldcat.org/title/dar-gar-tjuv-alfons/oclc/477137840&referer=brief_results. Läst 16 januari 2015.
2. ↑  ”Mera monster, Alfons!”. Svensk mediedatabas. 5 augusti 2004. http://smdb.kb.se/catalog/id/003216059. Läst 7 september 2012.